# Grêmio Prainha
Movimento Social Grêmio Prainha é uma escola de samba do Guarujá. Criada como bloco a alguns anos, estreou no Grupo de acesso do Carnaval do Guarujá em 2009.
Em 2010, apresentou a reciclagem como tema de seu carnaval. Por ter descumprido as regras do carnaval, foi suspensa por dois anos, portanto, desfilará como bloco de rua em 2011.

## Carnavais
| Ano  | Colocação | Grupo  | Enredo | Carnavalesco |
| ---- | --------- | ------ | ------ | ------------ |
| 2009 | 5º lugar  | Acesso |        |              |